# Ischnocolus andalusiacus
Ischnocolus andalusiacus là một loài nhện trong họ Theraphosidae.
Loài này thuộc chi Ischnocolus. Ischnocolus andalusiacus được Eugène Simon miêu tả năm 1873.